# Bartolomé Ruiz González
Bartolomé Ruiz González (Casabermeja, Málaga; 1954) es un arqueólogo español vinculado a la gestión cultural en Andalucía desde finales de los años setenta.

## Formación y actividad investigadora
Se licenció en Filosofía y Letras, Sección de Geografía e Historia, por la Universidad de Málaga en 1977. Su tesis de licenciatura, realizada en la Universidad de Granada en 1980, versó sobre "La Carta Prehistórica de la Provincia de Málaga", dirigida por el catedrático Antonio Arribas Palau, y por ella obtuvo la calificación de sobresaliente por unanimidad. En esos años, de la mano de los profesores José Enrique Ferrer Palma e Ignacio Marqués Merelo, desarrolló trabajos de excavación arqueológica en diferentes necrópolis prehistóricas de las provincias de Málaga -Casabermeja, Ronda y Antequera-, Cádiz -El Gastor-, y Granada -Fonelas-, así como una serie de campañas en la Cueva de las Palomas de Teba (Málaga). Más tarde, con los catedráticos de Prehistoria Manuel Pellicer Catalán y Francisco Jordá Cerdá, trabajó en la Cueva de Nerja. En 1988 realizó una estancia como Residente de la Real Academia de España en Roma para profundizar en el conocimiento del modelo de la administración italiana de la tutela de los bienes culturales y ambientales. De este modo, su actividad investigadora se concretó en tres líneas: la arqueológica, la patrimonial y la gestión cultural. 
En la actualidad es colaborador científico de las investigaciones que se han desarrollado sobre la cueva de El Toro (El Torcal, Antequera, Málaga), en el marco de los Proyectos I+D+i: HAR2011-29068 (2012-2015, IP Dimas Martín Socas)  “Sociedad, Tecnología y Especialización Artesanal. Las primeras sociedades campesinas y la jerarquización social en el sur de la Península Ibérica (V-III MILENIO A.C.)”; y HAR2012-38857 (2013-2016, IP María Dolores Camalich Massieu) “Tecnología y Sociedad: especialización y diversificación artesanal en Andalucía Oriental entre el VI-III milenios a.C”. 

## Trayectoria profesional
Es funcionario perteneciente al Cuerpo Superior Facultativo de la Junta de Andalucía en la opción Arqueólogo Conservador del Patrimonio Histórico, habiendo ocupado diversos puestos de responsabilidad en la Administración de la Diputación Provincial de Málaga y de la Junta de Andalucía con funciones de Técnico Facultativo, Dirección y alta Dirección en temas relacionados con la gestión cultural y las acciones de tutela del Patrimonio Histórico (administración, investigación, protección, conservación y difusión).

### Arqueólogo de la Diputación Provincial de Málaga
Entre 1979 y 1983 ocupó el cargo de arqueólogo del Servicio de Arquitectura, Urbanismo y Ordenación del Territorio de la Diputación Provincial de Málaga. En esos años puso en marcha el Departamento de Arqueología de la Diputación Provincial de Málaga, realizando los Planes Provinciales de Arqueología, numerosos informes arqueológicos para diversas figuras de planeamiento  y el Catálogo de Yacimientos Arqueológicos de la Provincia de Málaga como instrumento de protección del Patrimonio Arqueológico. Se comenzaba a hablar de arqueología urbana y preventiva, de excavaciones de urgencia y de planeamiento; en definitiva, una terminología nueva que rápidamente se incorporó al lenguaje arqueológico. Esta “Metodología Arqueológica para el planeamiento urbanístico”, pionera en Andalucía y España, supuso la concesión del Premio Nacional de Urbanismo en 1980.

### Director general de Patrimonio Cultural
Entre 1983 y 1984 fue director general de Patrimonio Cultural de la Consejería de Cultura de la Junta de Andalucía, siendo presidente Rafael Escudero Rodríguez y Consejero de Cultura Rafael Román Guerrero. El primer Consejo de Gobierno autonómico que se constituyó en julio de 1982 comenzó la negociación de las transferencias de funciones y servicios en materia de cultura para hacer efectivas las competencias que le otorgaban la Constitución Española y el Estatuto de Autonomía para Andalucía, al tiempo que elaboraba, con la colaboración de los profesionales Archiveros, Bibliotecarios y Conservadores de Museos, todo un paquete legislativo sobre las instituciones patrimoniales.
En junio de 1983, con la Alhambra y el Generalife sobre la mesa de negociación, Bartolomé Ruiz se hizo cargo de la Dirección General de Patrimonio Cultural, ante la dimisión de su hasta entonces titular Juan Antonio Lacomba Avellán, participando de esta forma en el diseño y construcción de la nueva administración del patrimonio histórico de Andalucía. Asistió al proceso de tramitación y promulgación por el Parlamento de Andalucía de la Ley 8/1983, de 3 de noviembre, de Bibliotecas (vigente hasta 2003), la Ley 2/1984, de 9 de enero, de Museos (vigente hasta 2007) y la Ley 3/1984, de 9 de enero, de Archivos (vigente hasta 2011). Se trataba de una legislación cultural pionera en el ámbito español que se adelantaba incluso a la propia Ley 16/1985, de 25 de junio, del Patrimonio Histórico Español. Por otro lado, impulsó la Revista FIGURA de arte contemporáneo (primavera de 1983-octubre de 1988), con repercusión en los ámbitos artísticos nacionales e internacionales.

### Director general de Bellas Artes
Entre 1984 y 1986 asumió la Dirección General de Bellas Artes de la Consejería de Cultura de la Junta de Andalucía, siendo presidente José Rodríguez de la Borbolla Camoyán y Consejero de Cultura Javier Torres Vela. En esos años se concluyó la negociación con el Gobierno de España con el desbloqueo de la Alhambra y el Generalife y le correspondió gestionar las competencias en materia de patrimonio histórico con el traspaso de funciones y servicios transferidos a la Junta de Andalucía por el Real Decreto 864/1984 de 29 de febrero y el Decreto 180/1984, de 19 de junio, por el que se asignan a la Consejería de Cultura. Para hacer efectiva la transferencia de la gestión de Museos se suscribió un Convenio entre el Gobierno de España y la Junta de Andalucía en octubre de 1984, que regulaba el régimen de las colecciones y de los inmuebles así como el régimen jurídico del personal y todos los aspectos relacionados con la organización y comunicación.
De entre las competencias transferidas, merecen especial atención las funciones y servicios que en relación con el Conjunto Monumental de la Alhambra y Generalife de Granada venía ejerciendo el Gobierno de España, bien directamente o a través del organismo autónomo que a tal efecto se creó, por Decreto de 9 de marzo de 1940. Este organismo autónomo de la Administración, denominado Patronato de la Alhambra y Generalife de Granada, continuó ejerciendo sus cometidos hasta que el Real Decreto 565/1985, de 24 de abril  en su disposición adicional primera, expresamente lo suprime. Al quedar extinguida su personalidad jurídica, el citado Real Decreto obliga a que las funciones atribuidas sean asumidas, bien por otro de nueva creación, bien directamente por la Administración. 
A partir de ese momento la Consejería de Cultura de la Junta de Andalucía asumió las funciones y servicios del extinguido Patronato y viene trabajando en la elaboración del correspondiente proyecto de Ley, consciente de la necesidad de crear un Ente con personalidad jurídica propia y autonomía en el ejercicio de sus funciones en quien descargar, en régimen de descentralización, las peculiares actuaciones que conlleva la custodia, conservación y administración de la Alhambra y Generalife. Pero este proceso es lento, por lo que resultaba necesario establecer, de forma provisional y durante el transcurso del tiempo de tramitación del citado proyecto de Ley, un órgano administrativo, sin personalidad jurídica, ágil y operativo, que pudiera ocuparse de todos los servicios que corresponden al Conjunto Monumental de la Alhambra y Generalife de Granada. 
Por tanto se creó una Comisaría para la dirección y control de sus servicios a la que quedaban adscritos todos los medios humanos y materiales que integraban la estructura administrativa del extinto Patronato de la Alhambra y el Generalife. A finales de 1985 se creó la institución del Conjunto Monumental de la Alhambra y el Generalife como organismo autónomo y en 1986 se aprobaban los Estatutos que establecían la participación de las distintas Administraciones Públicas responsables de la protección de este patrimonio histórico en los órganos directivos y ejecutivos del Ente, y de expertos de reconocido prestigio en el campo del Patrimonio Histórico en el órgano consultivo del mismo, todo ello con el objetivo básico de hacer efectivos los principios de eficacia, descentralización y coordinación recogidos en el artículo 103.1 de la Constitución Española.
En 1985 puso en marcha el Plan de Actuación Especial en materia de Bellas Artes (PAEMBA) con el objetivo de realizar un análisis del estado en que se encontraban los bienes culturales, mediante la contratación de 1284 personas, de las cuales 202 eran conservadores, 180 ayudantes, 205 técnicos auxiliares, 66 auxiliares administrativos y 631 subalternos. El desarrollo y ejecución de este plan de empleo posibilitó la elaboración del avance del Plan General de Bienes Culturales, permitiendo a través de la difusión del documento entre los profesionales del patrimonio y los agentes sociales generar un intenso debate.
También promovió, conjuntamente con la Consejería de Educación, la creación de los Gabinetes Pedagógicos de Bellas Artes con el objetivo de acercar a los escolares los bienes del patrimonio histórico. Respondía al mandato legislativo de que “en un Estado democrático estos bienes deben estar adecuadamente puestos al servicio de la colectividad en el convencimiento de que con su disfrute se facilita el acceso a la cultura y que ésta, en definitiva, es camino seguro hacia la libertad de los pueblos” (Preámbulo de la Ley 16/1985, de 25 de junio, del Patrimonio Histórico Español). En 1986 se acordó la constitución de la Comisión mixta Junta de Andalucía-Obispos de la Iglesia Católica de Andalucía para el Patrimonio Cultural.

### Director general de Bienes Culturales
Entre 1986 y 1988 fue director general de Bienes Culturales, de la Consejería de Cultura de la Junta de Andalucía, siendo presidente José Rodríguez de la Borbolla Camoyán y Consejero de Cultura Javier Torres Vela.
La Ley 6/1985, de Ordenación de la Función Pública de la Junta de Andalucía, establecía que la relación de puestos de trabajo es el instrumento mediante el cual se racionaliza y ordena la función pública. Por el Decreto 395/1986 se aprobó la primera relación de puestos de trabajo de la Junta de Andalucía, definiendo su administración central, periférica e institucional (Archivos, Bibliotecas Museos y Conjuntos Arqueológicos y Monumentales), donde aparece todo el personal funcionario y laboral. 
Esta relación de puestos de trabajo se haría a partir de los recursos humanos transferidos, mediante la amortización de puestos vacantes y su transformación en los nuevos puestos de facultativos en materia de patrimonio histórico, archivos, bibliotecas y museos. También se llevó a cabo la profesionalización de la tutela del patrimonio histórico, mediante el establecimiento de los cuerpos superiores facultativos y ayudantes de patrimonialistas, museólogos, archiveros, bibliotecarios y documentalistas, siendo de esta manera la primera comunidad autónoma en regular la creación de los cuerpos de facultativos y ayudantes en materia de patrimonio histórico.
El precedente del PAEMBA permitió impulsar la planificación estratégica con la formulación del I Plan General de Bienes Culturales (con vigencia para 1989-1995). El Plan contemplaba cuatro campos (Etnología, Arqueología, Bienes Muebles y Bienes Inmuebles) sobre los que se debía actuar en cinco grandes líneas (Investigación, Restauración, Conservación, Protección y Difusión). Aprobado por unanimidad por todos los grupos parlamentarios, fue el primer documento de estas características en España. Su desarrollo implicó la promulgación de la Ley 1/1991 del Patrimonio Histórico de Andalucía, el fomento de la planificación estratégica de la tutela y la creación de instituciones como el Archivo General de Andalucía en 1987, el Instituto Andaluz del Patrimonio Histórico, los Conjuntos Monumentales de Santa María de las Cuevas y Alcazaba de Almería y los Conjuntos Arqueológicos de Madinat Al-Zahra, Itálica y Baelo Claudia en 1989 y Carmona en 1992. 
El Plan se configuró como un instrumento de racionalización de la actuación de la Administración Cultural en el campo del Patrimonio Histórico. Abordaba los aspectos conceptuales de la tutela de los Bienes Culturales, las directrices y los principios fundamentales de la acción en la materia, y definía los instrumentos administrativos necesarios para llevarlo a cabo, estableciendo la organización básica de la administración especializada en patrimonio histórico y programando sus actuaciones. Los siete programas abarcan aspectos diferenciados de la tutela del patrimonio histórico, entendida como trabajo integral en el que intervienen desde la protección a la conservación y restauración, desde la difusión al acrecentamiento de los bienes culturales; los programas serían de esta manera los grandes grupos en los que se integran los planes que los desarrollan.
De especial incidencia fue el programa de investigación arqueológica, conocido en la bibliografía científica como el “Modelo Andaluz de Arqueología”. El fundamento de partida era considerar la arqueología como un instrumento de investigación histórica vinculado a la gestión del patrimonio, contribuyendo a la conservación de los yacimientos y facilitando la difusión anual de los resultados. El modelo comenzó a implantarse en 1984 con la creación de la Comisión Andaluza de Arqueología, la definición de la figura de los arqueólogos provinciales y la publicación en 1985 de la orden para regular el otorgamiento de autorizaciones para la realización de actividades arqueológicas. La originalidad de dicha comisión estribaba en que, siendo un órgano asesor compuesto por arqueólogos independientes, sus acuerdos siempre fueron tenidos en consideración para la autorización de los, así denominados, proyectos y actuaciones arqueológicas sistemáticas. La coordinación con los arqueólogos provinciales se fomentaba con una serie de reuniones periódicas para intercambiar experiencias, unificar criterios de actuación y recibir sugerencias al modelo de gestión. 
Toda una nueva generación de jóvenes profesores universitarios, presididos por Arturo Ruiz Rodríguez, llevaron a cabo un proceso de instauración de una práctica de gestión arqueológica, que ha sido ejemplo en la España de las autonomías, y objeto de observación y estudio desde otros países. El modelo era de una enorme flexibilidad pero conforme se desarrollaba fue poniendo en evidencia la desconexión real entre los ámbitos de la investigación pura y la gestión, entre el interés por la conservación del patrimonio como un bien en sí y la especulación de los proyectos urbanísticos o la dificultad de distribuir responsabilidades y cargas entre las distintas administraciones autonómica y locales concurrentes en la práctica. La situación que finalmente precipitó la crisis del modelo en octubre de 1987 fue el conflicto planteado en la plaza de La Marina de Málaga, con la aparición de unas murallas que empezaron a ser demolidas por el Ayuntamiento para la ejecución de un aparcamiento subterráneo. La Dirección General de Bienes Culturales paralizó las obras y realizó una amplia intervención arqueológica que justificaba la necesidad de conservarlas. Se intentó llegar a un acuerdo entre administraciones pero al final los criterios políticos primaron sobre los criterios técnicos, teniendo como consecuencia el cese fulminante de Bartolomé Ruiz en mayo de 1988.

### Arqueólogo de la Diputación Provincial de Málaga
En ese año volvió a su plaza de arqueólogo en la Diputación Provincial de Málaga, realizando una estancia como Residente de la Real Academia de España en Roma para profundizar en el conocimiento del modelo de la administración italiana de la tutela de los bienes culturales y ambientales. 

### Director del Conjunto Monumental de la Cartuja de Santa María de las Cuevas
En 1989 fue nombrado director del Conjunto Monumental de la Cartuja de Santa María de las Cuevas, cargo que ocupó hasta 1994. Puso en marcha esta institución de nueva creación, dirigiendo el proceso de tutela y valorización del Monumento de la Cartuja. Para ello desarrolló el Proyecto de Rehabilitación del conjunto monumental como sede del Pabellón Real para la Expo’92, sentando las bases en Andalucía del primer proyecto patrimonial (con cinco proyectos de arquitectura) llevado a cabo por un equipo interdisciplinar (restauradores, arqueólogos, historiadores del arte, documentalistas y botánicos), en el marco de un Plan Director que preveía la posterior transformación del conjunto en sede de tres instituciones culturales: Centro Andaluz de Arte Contemporáneo (CAAC), Instituto Andaluz del Patrimonio Histórico (IAPH) y Universidad Internacional de Andalucía (UNIA). Por ello obtuvo el “Premio Nacional de Restauración de Monumentos” concedido por la Real Fundación de Toledo en 1993 (3.ª edición, 1991).

### Viceconsejero de Cultura
Entre 1994 y 1996 ocupó el cargo de Viceconsejero de Cultura de la Junta de Andalucía, siendo presidente Manuel Chaves González y Consejero de Cultura José María Martin Delgado. Impulsó la formulación del II Plan General de Bienes Culturales (1996-2000) y sacó adelante los Reglamentos de protección y fomento del patrimonio histórico de Andalucía y de creación de Museos y de Gestión de Fondos Museísticos.

### Director del Conjunto Monumental de la Cartuja de Santa María de las Cuevas
En 1996 volvió a su plaza de Director del Conjunto Monumental de Santa María de las Cuevas en Sevilla, integrándose como Conservador General en el organismo autónomo, con sede en el mismo, denominado Centro Andaluz de Arte Contemporáneo, del que forma parte de su Comisión Técnica y colabora en la elaboración de su Plan Director.

### Director del Conjunto Arqueológico Dólmenes de Antequera
En 2004 accedió al cargo de Director del Conjunto Arqueológico Dólmenes de Antequera, puesto que ocupó hasta 2010. En esos años puso en marcha el proceso de institucionalización de la tutela de la zona arqueológica, impulsando la elaboración del I Plan Director del Conjunto Arqueológico Dólmenes de Antequera (2011-2018) así como el Proyecto de Recuperación y Revalorización. De este modo, se resolvía la declaración de los Dólmenes de Antequera como Bien de Interés Cultural (BIC) con la categoría de zona arqueológica, se dotaba la institución de un servicio administrativo con gestión diferenciada y se promovían diversas iniciativas de divulgación científica (Menga-Revista de Prehistoria de Andalucía, Cursos de Otoño Antequera Milenaria o los Congresos de Prehistoria de Andalucía). También instruyó el expediente para la inscripción en la Lista del Programa de Patrimonio Europeo de “Las grandes piedras de la prehistoria de Andalucía: los sitios y paisajes megalíticos de Andalucía”.

### Secretario General de Políticas Culturales
Entre 2010 y 2012 fue Secretario General de Políticas Culturales de la Consejería de Cultura, siendo presidente de la Junta de Andalucía José Antonio Griñán y Consejero de Cultura Paulino Plata Cánovas. Promovió el denominado Sistema de Planificación de Políticas Culturales de la Junta de Andalucía, que disponía la elaboración de los siguientes planes generales: III Plan General de Bienes Culturales, Plan General de las Instituciones Culturales, Plan General de Creación Artística y Literaria y Plan General de Recursos Culturales. Así mismo impulsó el expediente para la inclusión en la Lista Indicativa de Patrimonio Mundial del Sitio de los Dólmenes de Antequera.
Se promulga la  Ley 7/2011, de 3 noviembre, de Documentos, Archivos y Patrimonio Documental de Andalucía, que en el punto 2 de su disposición final tercera añade un segundo apartado al artículo 78 de la Ley 14/2007, de 26 de noviembre, del Patrimonio Histórico de Andalucía, quedando redactado en los siguientes términos: «Los conjuntos culturales se regirán por lo dispuesto en la legislación reguladora de museos, sin perjuicio de las previsiones contenidas en esta ley, en su reglamento de desarrollo y en lo que disponga la respectiva norma de creación del conjunto»; y que en su disposición final cuarta modifica el primer apartado del artículo 2 de la Ley 8/2007, de 5 de octubre, de Museos y Colecciones Museográficas de Andalucía, quedando redactado en los siguientes términos: «Asimismo, la ley será de aplicación a los conjuntos culturales, sin perjuicio de las previsiones contenidas en la legislación reguladora del patrimonio histórico y en la norma de creación del conjunto». Esto supone en nuestro ordenamiento jurídico la adecuación de los conjuntos culturales a la definición de museo  del Consejo Internacional de Museos (ICOM), en previsión de la redacción de los correspondientes reglamentos de dichas leyes, al día de hoy todavía pendientes.

### Director del Conjunto Arqueológico Dólmenes de Antequera
En 2012 regresó a su plaza de director del Conjunto Arqueológico Dólmenes de Antequera e inició el expediente para la inscripción en La Lista Representativa de Patrimonio Mundial UNESCO del Sitio de los Dólmenes de Antequera. Ha sido su director hasta el 31 de octubre de 2022, con motivo de su jubilación.

### Órganos colegiados de organismos e instituciones
Ha sido miembro de los siguientes órganos colegiados de organismos e instituciones: Comisión Provincial del Patrimonio Histórico de Málaga, Comisión de Urbanismo de Andalucía, Patronato del Conjunto Monumental de la Alhambra y Generalife de Granada, Consejo del Patrimonio Histórico Español, Comisión Técnica del Centro Andaluz de Arte Contemporáneo, Consejo Rector del Instituto Andaluz del Patrimonio Histórico, Consejo Rector de la Agencia Andaluza de Instituciones Culturales, Patronato de la Fundación Museo Picasso Málaga. Legado Paul, Christine y Bernard Ruiz-Picasso y Consorcio del Centro Federico García Lorca.

## Premios y reconocimientos
- Premio Nacional de Urbanismo 1980 del Gobierno de España por sus trabajos pioneros de arqueología urbana en la provincia de Málaga.
- Premio Ciudadano Malagueño del Año 1983 de la Cadena SER de Málaga por su actividad arqueológica desarrollada en Málaga.
- Premio de Conservación y Restauración de la Real Fundación de Toledo 1993 por el Plan Director de restauración de la Cartuja de Santa María de las Cuevas de Sevilla.[43]
- Director de la Real Academia de Nobles Artes de Antequera desde 2013, y miembro de la Comisión Gestora que promovió su refundación junto al poeta antequerano José Antonio Muñoz Rojas.[44]
- Hijo Adoptivo de Antequera 2014.[45]
- Académico Titular de la European Academy of Sciences, Arts and Letters (AESAL)  desde 2016
- VII Premio León del Año 2016 del Club de Leones de Antequera[46]
- X Premio Villa de Casabermeja 2017
- Medalla al Mérito de la Real Academia de Bellas Artes de Granada 2017[47]
- Premio Estrella Feniké de la Cultura 2019, sección Patrimonio, otorgado por la Asociación Cultural Zegrí en Málaga[48]
- Premio Expone de Honor 2023 a la trayectoria profesional, otorgado por la Asociación de Museólogos y Museógrafos de Andalucía[49]

## Publicaciones
Relación de publicaciones indexadas en las bases de datos DIALNET y la Biblioteca Nacional de España, entre las que se destacan:
- Memorial Luis Siret. I Congreso de Prehistoria de Andalucía. La tutela del patrimonio prehistórico. Sevilla: Consejería de Cultura de la Junta de Andalucía, 2011 (coordinador junto a Margarita Sánchez Romero).
- El Conjunto Arqueológico Dólmenes de Antequera: definición, programación e institucionalización: documento de avance del Plan Director. Sevilla: Consejería de Cultura de la Junta de Andalucía, 2011. Tomo 1: Definición . Tomo 2: Programación . Tomo 3: Institucionalización (coordinador).
- Las grandes piedras de la Prehistoria: sitios y paisajes megalíticos de Andalucía. Sevilla: Consejería de Cultura de la Junta de Andalucía, 2010 (coordinador junto a Leonardo García Sanjuán).
- La reinstauración cultural de la Cartuja de las Cuevas como legado para Andalucía. Proceso administrativo de la transformación. En Actas preliminares del Seminario Internacional sobre Eventos Mundiales y Cambio Urbano. Sevilla: Universidad de Sevilla, 2010; pp.167-169.
- Dólmenes de Antequera. Tutela y valorización hoy. Cuaderno PH XXIII. Sevilla: Consejería de Cultura de la Junta de Andalucía, 2009 (coordinador).
- La Alhambra. 25 Años de tutela patrimonial efectiva (1984/2009). Tribuna de El Correo 3 de diciembre de 2009.
- El patrimonio, más cerca de la escuela. Tribuna de Diario SUR 20 de junio de 2006.
- El Plan General de Bienes Culturales de Andalucía para el período 1996-1999. En Revista PH nº12. Sevilla: IAPH, 1995; p.11.

- La Cartuja recuperada. Sevilla 1986-1992. Sevilla: Consejería de Cultura y Medio Ambiente, 1992 (coordinador).